# NGC 855
NGC 855 is een elliptisch sterrenstelsel in het sterrenbeeld Driehoek. Het hemelobject werd op 20 oktober 1786 ontdekt door de Duits-Britse astronoom William Herschel.

## Synoniemen
- PGC 8557
- UGC 1718
- MCG 5-6-16
- ZWG 504.35
- KUG 0211+276
- IRAS02111+2738